# Edme-Théodore Bourg
Edme-Théodore Bourg, connu sous le pseudonyme de Saint-Edme, né le 31 octobre 1785 à Paris et mort le 26 mars 1852 dans cette même ville, est un polygraphe français.

## Biographie
Après avoir été le secrétaire du maréchal Berthier puis commissaire des guerres sous le Premier Empire, Bourg devint homme de lettres dans la vie civile. Il était membre de la Société des gens de lettres.
Seul ou en collaboration avec d'autres auteurs, il a publié sous le pseudonyme de « Saint-Edme » (également utilisé par d'autres écrivains, comme Jean-Joseph Regnault-Warin) de nombreux ouvrages tels que des biographies, des compilations ou des brochures politiques.
Proche des opposants républicains ou bonapartistes, qu'il célébra dans une Biographie des hommes du jour publiée en collaboration avec Germain Sarrut, il serait le véritable rédacteur de l'autobiographie mensongère du baron de Richemont, Mémoires du duc de Normandie, fils de Louis XVI, écrits et publiés par lui-même (Paris, 1831, 248 p.). Il fut également le rédacteur en chef de l'Assemblée constituante (1848) et du Journal de tout le monde (1849).
Confronté à la misère et désespéré à la suite de la mort (le 27 septembre 1850) de sa femme Maria, il se donna la mort par pendaison après avoir laissé une longue lettre d'adieux contenant ses dernières impressions. Cette lettre, adressée à son ami Monglave, fut publiée dans l'édition du 7 avril 1852 de La Presse.

## Publications partielles
- Recueil de poésies, Milan, 1809.
- Constitution et organisation des carbonari, Paris, Corby, 1821.
- Napoléon considéré comme général, premier consul, empereur, Paris, 1821.
- Relation historique de la révolution du royaume d'Italie en 1814, traduit de l'italien de Guicciardi.
- Adonide, nouvelle historique, Paris, 1825.
- Amours et galanteries des rois de France jusqu'au règne de Charles X, 2 vol.
- Législation historique du sacrilège chez tous les peuples, 1825.
- Dictionnaire de la pénalité dans toutes les parties du monde, Paris, 1825-1828, 5 vol.
- Masaniello, histoire du soulèvement de Naples en 1627, Paris, Paris, Raymond, 1828 (sous les initiales C.-L.).
- Biographie des lieutenants généraux, ministres, directeurs généraux, chargés d'arrondissements, préfets de la police en France, Paris, 1829.
- Biographie des hommes du jour, en collaboration avec Germain Sarrut, Paris, 1835-1842, 12 parties, 6 vol. (plusieurs notices de ces publications ont été tirées à part).
- Paris et ses environs, dictionnaire historique, anecdotique…, Paris, 1828-1838, 2 vol., et Paris, 1842, seconde édition, 2 vol. (ouvrage dont le titre a été modifié de la manière suivante : Paris pittoresque, par une société de gens de lettres sous la direction de MM. Sarrut et St-Edme).
- Répertoire général des causes célèbres, sous la direction de St-Edme, Paris, 1834-1835, 15 vol. (nouvelle série, Paris, 1835-1836) ;
- Procès d'Armand Laity, auteur de l'écrit intitulé le Prince Napoléon à Strasbourg, Paris, Landois, 1838.
- Procès du prince Napoléon-Louis et de ses coaccusés devant la cour des pairs, Paris, Levavasseur, 1840.
- Vraie histoire - Collection de lettres et documents autographes, accompagnés de notes et notices biographiques, Paris, Lender, 1844, 2 vol. (avec Félix Drouin).

## Sources
- Michaud, Biographie universelle (Michaud) ancienne et moderne, nouvelle édition, t. 37, Paris, Desplaces, 1857, p. 286-287.
- Félix Bourquelot, La Littérature française contemporaine, 1827-1849, t. VI, Paris, 1857, p. 273-274.
- Alexandre Brière de Boismont, Du suicide et de la folie suicide, Paris, Germer Baillière, 1856, p. 508-510.
- Joseph-Marie Quérard, Les Supercheries littéraires dévoilées, t. IV, Paris, 1852, p. 55 et 211.